# البريد المركزي (الجزائر)
متحف البريد المركزي، يتوسط مبنى «البريد العام»، كما كان يسمى في الحقبة الاستعمارية الفرنسية، أرقى أحياء العاصمة الجزائرية، ليلتقي عنده شارعا الشهيدين «العربي بن مهيدي» و«ديدوش مراد» (إيزلي وميشلي سابقاً)، منفتحاً على حديقة قصر الحكومة الواسعة والتي تنحدر بأشجارها الباسقة إلى أسفل الجبل لتلامس جذورها مياه البحر الأبيض المتوسط.